# Trimeresurus insularis
Trimeresurus insularis (лат.) — вид ядовитых змей из рода куфий подсемейства ямкоголовых семейства гадюковых. Эндемик юга Малайского архипелага.

## Описание

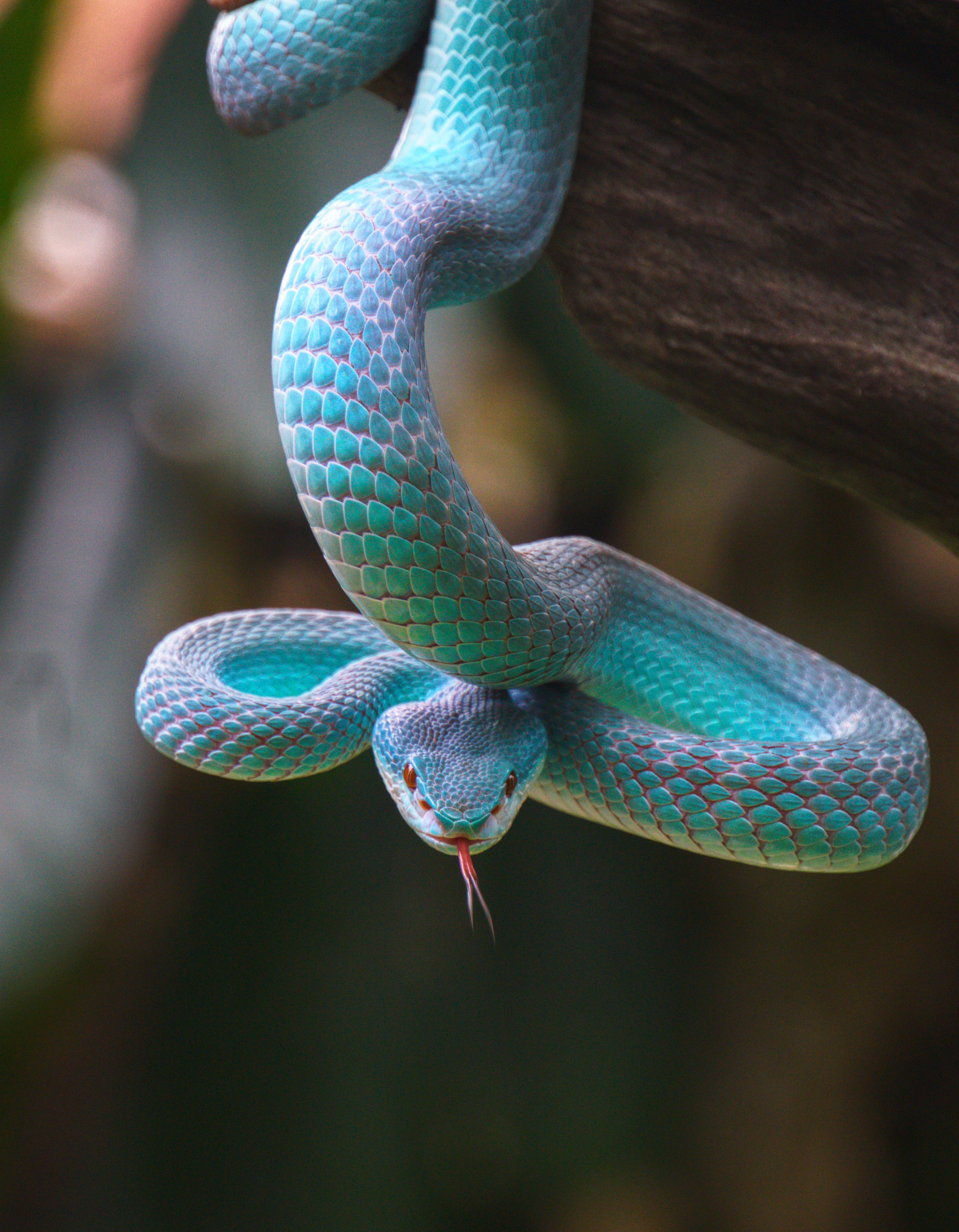
Куфия Trimeresurus insularis ярко-голубой окраски

Спинных чешуек 21 ряд, брюшных щитков 156—164 у самцов и 156—167 у самок, подхвостовых щитков 70—75 у самцов и 54—59 у самок, верхнегубных щитков 7—12. Окраска обычно зелёная, иногда, в частности на острове Комодо, встречаются особи с голубой окраской, а в некоторых популяциях, например, на островах Тимор и Ветар, встречаются особи жёлтого цвета.

## Ареал и места обитания
Эндемик юга Малайского архипелага, где распространен на востоке острова Ява и на Малых Зондских островах: Адонара, Алор, Бали, Флорес, Комодо, Ломбок, Падар, Ринча, Романг, Роти, Сумбе, Сумбава, Тимор, Ветар, Кисар, Ломблен, Пантар и Семау. На островах Ломбок, Сумбава и Флорес вид был зарегистрирован на высотах от примерно уровня моря до 1200 м, а на Тиморе на высоте до 1500 м над уровнем моря. Очень экологически пластичный вид, по всему ареалу обитающий в различных лесных местообитаниях: в тропических влажных и сухих муссонных лесах. Его можно найти практически везде, где есть какой-нибудь древесный покров, и, вероятно, это наиболее часто встречающаяся змея на Малых Зондских островах. В наибольшей степени эти змеи концентрируются вокруг ручьев. Большинство особей были пойманы ночью вдоль дорог. Вид может поддерживать жизнеспособные субпопуляции в нарушенной среде обитания, например, на сельскохозяйственных угодьях. На Бали вид довольно распространен, там регулярно отмечаются укусы людей этой змеей, что указывает на то, что её часто можно встретить в населенных человеком местах.

## Образ жизни
Ведет строго ночной и древесный образ жизни. Предполагается, что у этих змей домашние территории небольшого размера.

## Питание
Питается грызунами, ящерицами и лягушками.

## Размножение
Живородящий вид.

## Классификация
Ранее вид Trimeresurus insularis считался подвидом белогубой куфии (Trimeresurus albolabris), но в начале 2000-х годов был выделен в отдельный вид. Подвидов не образует.

## Основные угрозы и охрана

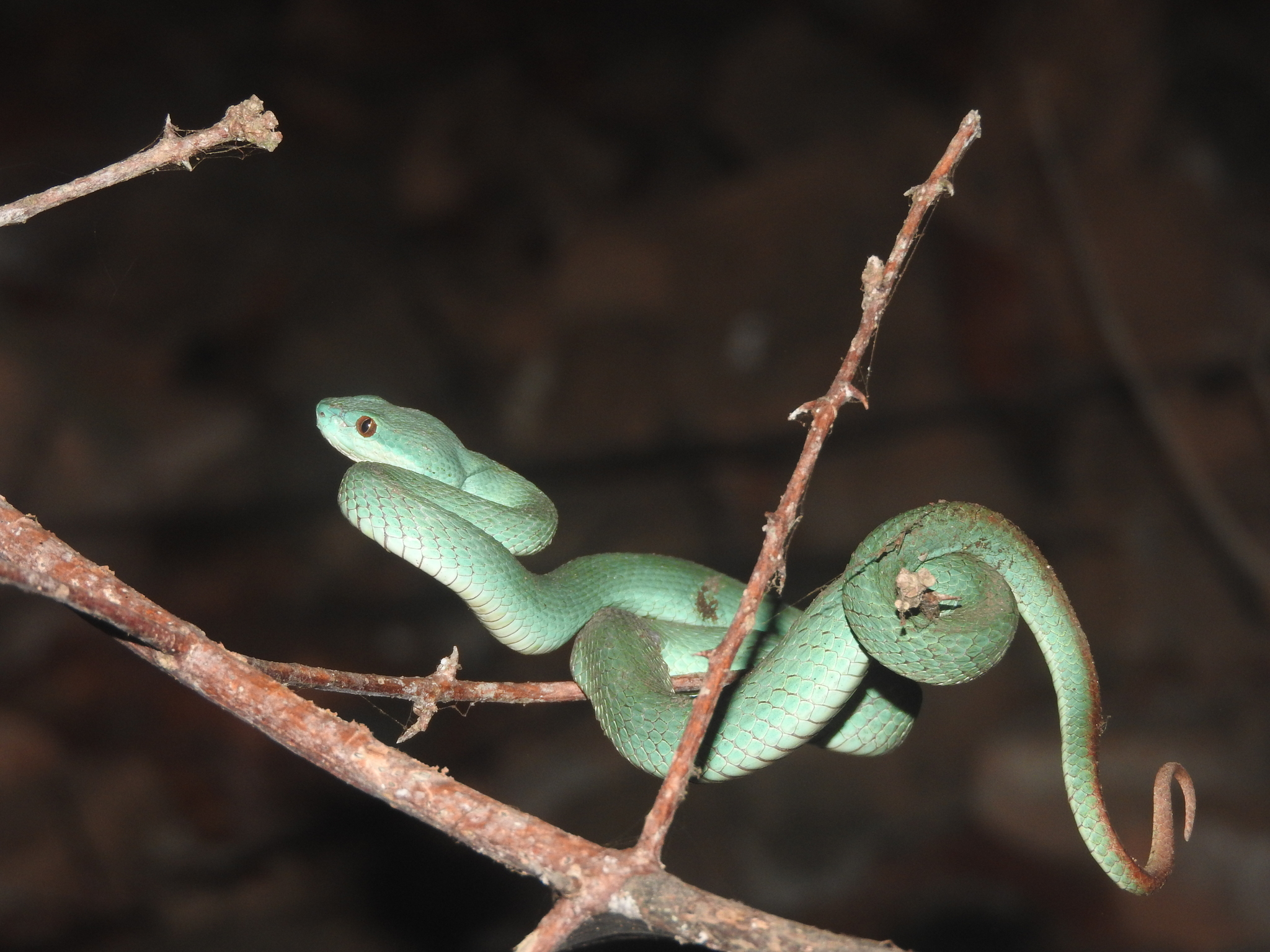
Куфия Trimeresurus insularis в национальном парке Комодо

Состояние общей популяции вида неизвестно. Этих змей часто отлавливают в природе для торговли ими в качестве домашних животных, поскольку этот вид популярен из-за своих цветовых вариаций, которые разводят в неволе. В неволе этих змей разводят в основном местные жители, но, вероятно, также это происходит и на международном уровне. Вероятно, этих куфий отлавливают также для торговли их ядом, хотя это нелегально. Из-за укусов людей эта змея подвергается регулярному преследованию со стороны сельских жителей, однако вид остается многочисленным. В настоящее время эти факторы не считаются значительными угрозами для вида, который остается очень многочисленным даже в остаточной растительности на сильно деградировавших островах, таких как Сумба и Тимор.
Специальных мер по охране этого вида не предпринимается. Он встречается на охраняемых природных территориях, включая национальный парк Комодо.